# Ann-Caroline Breig
Ann-Caroline Breig, född 1972 i Stockholm, uppvuxen i Söderhamn, är en svensk bildkonstnär och kulturentreprenör.
Breig är utbildad vid City & Guilds of London Art School där hon tog en bachelor of arts 2003 och vid Royal Academy of Arts  i London där hon tog en master of arts och inledde sin konstnärliga karriär. Hon arbetar med eget måleri och olika konstprojekt och är engagerad i Konstkraft Ljusne där hon var bosatt 2007-2018. Hon har tidigare fått Hälsinge Akademis stipendium och Gävleborgs kulturstipendium. Hennes färgstarka måleri har liknats vid ”en blandning mellan Mårten Andersson och Picasso”.

## Separatutställningar
- 2020 Kvarnen, Söderhamns konstförening, ’Naked Human’
- 2016 Stenegården Järvsö, "Tid & Rum", Kulturkossan
- 2015 Kvarnen, Söderhamn, "For life and arts", Söderhamns konstförening
- 2014 Bollnäs konsthall "Oändlig", Bollnäs
- 2012 Forbackabruk "Gliese 581g" Gävle
- 2011 Ranbogården "Lin på linne", Mohed
- 2011 Acusticum, "Monumentalt Puzzel", Piteå
- 2010 Hyttan, Axmarbrygga, "2005-2010", Axmarby
- 2010 Galleri Adular, "Två Världar", Söderhamn
- 2009 NON Permanent Gallery - "Energetic Desire", Turin
- 2009 Sartorial Contemporary Art, "Lust for Life", London
- 2008 Galleri Bläckhornet, "Förbjuden Frukt" Axmarbrygga
- 2006 Oddzial Museum, 'Schools show', Krakow
- 2005 The Red Mansion Foundation, Artist in Recidence, Beijing
- 2003 Rhythm Factory, Whitechapel, "Crash", London
- 2002 Rhythm Factory, Whitechapel, "Opportunist’s Around The Pond" London